# جيم دوفي
جيم دوفي (بالإنجليزية: Jim Duffy)‏ (27 أبريل 1959 في المملكة المتحدة - ) هو مدرب كرة قدم ولاعب كرة قدم بريطاني في مركز قلب الدفاع. لعب مع نادي بارتيك ثيسل ونادي دندي ونادي سلتيك ونادي غرينوك مورتون.

## وصلات خارجية
- جيم دوفي على موقع قاعدة بيانات كرة القدم.إي يو (الإنجليزية)
- جيم دوفي على موقع Soccerbase.com (مدرب) (الإنجليزية)
- جيم دوفي على موقع عالم كرة القدم.نت (الإنجليزية)